# Cladiella conifera
Cladiella conifera is een zachte koraalsoort uit de familie Alcyoniidae. De koraalsoort komt uit het geslacht Cladiella. Cladiella conifera werd in 1943 voor het eerst wetenschappelijk beschreven door Tixier-Durivault. 